# Theodore Long
 Der er for få eller ingen kildehenvisninger i denne artikel, hvilket er et problem. Du kan hjælpe ved at angive troværdige kilder til de påstande, som fremføres i artiklen.

Theodore Robert Long (født 15. september 1947 i Birmingham,Alabama). Han gav sit debut i 1988 og har siden været amerikansk professionel dommer, træner og General Manager.
Han har været General Manager for både NWA, WCW, WWE (World Wrestling Entertainment) og WWF.

## Priser
- Manager of the Year Award: 1990.
- Første Raw og Smackdown Manager: 2004.
- Længst-tids Smackdown General Manager: 2008

## Wrestlere som er trænet af Theodero Long
- Bobby Eaton
- Bobby Walker
- Buff Bagwell
- Butch Reed
- Chris Jericho
- Christopher Nowinski
- Craig Pittman
- D'Lo Brown
- Dan Spivey
- Ice Train
- Jazz
- Jim Powers
- Joey Maggs
- Johnny B. Badd
- Mark Henry
- Mark Jindrak
- Mike Shaw
- Rodney Mack
- Ron Simmons
- Rosey
- One Man Gang
- Scorpio
- Sid
- The Undertaker